# Walaus
Walaus (um 740?) war ein Bischof von Basel.
Walaus eröffnet die älteste bekannte Bischofsliste aus der Abtei Münster im Elsass als archiepiscopus unter Papst Gregor III. (731–741) verzeichnet. Seine Funktion als Basler Bischof ist jedoch umstritten, da Basel zum Erzbistum Besançon gehörte und selbst nie Sitz eines Erzbischofs war. Der Titel archiepiscopus wurde jedoch in der Forschung auch schon im Sinne einer Auszeichnung als Begründer des Bistums gedeutet. Christian Wilsdorf zweifelt die Amtszeit an und setzt Walaus mit Walachus vocatus episcopus gleich, der 778 ohne Herkunftsangabe als Zeuge auf einer Urkunde des Bischofs Remigius von Straßburg erscheint. Demnach müsste Walaus auf Baldobertus, der auf der besagten Bischofsliste an zweiter Stelle erscheint, gefolgt und nicht diesem vorausgegangen sein. 